# Milanovits Ilona
Milanovits Ilona, Bánhegyi Lászlóné, Bagi Józsefné (Budapest, 1932. november 25. – Budapest, 1988. június 8.) világbajnok tornász.

## Pályafutása
1950 és 1960 között a Bp. Honvéd tornásza volt. 1951 és 1960 között a magyar válogatott tagja volt. Az 1954-es római világbajnokságon a kéziszercsapat tagjaként arany-, összetett csapatban pedig ezüstérmet szerzett.

## Sikerei, díjai
- Világbajnokság
  - világbajnok: 1954, Róma (kéziszercsapat: (Bánáti Éva, Bánhegyi Lászlóné, Kárpáti Irén, Keleti Ágnes, Kertész Alíz, Köteles Erzsébet, Tass Olga, Vásárhelyi Edit, edző: Nagy Jenőné)
  - ezüstérmes: 1954, Róma (összetett csapat)
- Magyar bajnokság
  - bajnok (4): 1953 (felemás korlát), 1953, 1956, 1957 (összetett csapat)